# Umajjadzi

Meczet Umajjadów w Damaszku zbudowany za panowania Al-Walida I

Umajjadzi (arab. ‏بنو أمية‎) – ród arabski, jako dynastia kalifów panujący nad światem islamu w latach 661 do 750, a następnie rządzący w Al-Andalus od roku 756 do 1031.

## Początki rodu
Zgodnie z arabską tradycją eponimicznym protoplastą Umajjadów był Umajja Ibn Abd Szams, którego ojciec był bratem Haszima, protoplasty Haszymitów. Umajjadzi należeli zatem do Banu Abd Szams, konkurencyjnego w stosunku do Haszymitów odłamu Kurajszytów i w czasach Mahometa odgrywali dominującą rolę w życiu Mekki. Abu Sufjan, ówczesny przywódca Umajjadów oraz najbardziej wpływowy z mekkańskich arystokratów w tradycji islamu jest przedstawiany jako wiodący armie Kurajszytów przeciwko pierwszym muzułmanom w bitwach pod Badrem (624), pod Uhudem (625) i Bitwie Rowu (627). Ostatecznie jednak po tym, jak okazało się, że nie uda się pokonać Proroka, Abu Sufjan pogodził się z zajęciem przez niego Mekki i przeszedł na islam.
Po przejściu na islam Umajjadzi dostąpili wielu zaszczytów, w szczególności syn Abu Sufjana, Jazid, objął namiestnictwo Syrii, po jego przedwczesnej śmierci przejęte przez jego brata, Mu'awiję (661 - 680). Syria miała stać się podstawą potęgi Umajjadów aż do końca istnienia ich kalifatu w roku 750. Pomimo tej łaskawości Mahometa i dwóch pierwszych kalifów, Abu Bakra (632 - 634) i Umara (634 - 644), w muzułmańskiej tradycji przechował się obraz Umajjadów jako bardzo późno nawróconych na islam najzagorzalszych wrogów Proroka, co prawdopodobnie ma związek z wrogą propagandą ich zwycięzców, Abbasydów, a także szyitów. Wyjątkiem w tym obrazie jest postać Usmana ibn Affana (644 - 656), wyróżniającego się pobożnością jednego z najwcześniejszych konwertytów na islam, który w roku 644 został wybrany kalifem i później zaliczony do tzw. kalifów prawowiernych. Za panowania Usmana Umajjadzi całkowicie zdominowali kalifat, obejmując niemal wszystkie najważniejsze stanowiska w państwie. Wywołany tym resentyment, a także niezadowolenie, którego przyczyną były wewnętrzne trudności przeżywane przez młode muzułmańskie państwo, doprowadziły jednak do wybuchu buntu przeciwko Usmanowi, który zginął zamordowany przez rebeliantów w roku 656.
Następcą Usmana został wybrany Ali ibn Abi Talib (656 - 661), zięć i przybrany syn Proroka, który od początku spotkał się z opozycją Umajjadów, zarzucających mu, że doszedł do władzy w wyniku śmierci poprzedniego kalifa. Na czele Umajjadów stał Mu'awija, któremu po stoczeniu z Alim nierozstrzygniętej bitwy pod Siffinem (657) udało się doprowadzić do arbitrażu, który miał rozstrzygnąć o kalifackich roszczeniach Alego oraz winie zabójców Usmana. Ci spośród zwolenników Alego, którzy nie chcieli pogodzić się z faktem, iż słuszność zabicia Usmana w ogóle może być kwestionowana, odeszli od niego i w przyszłości stworzyli stronnictwo charydżytów. Wyniki arbitrażu okazały się niekorzystne dla Alego i Mu'awija zyskiwał coraz mocniejszą pozycję wobec słabnącego politycznie przeciwnika. W roku 661 Ali zginął w wyniku charydżyckiego zamachu i Mu'awija ogłosił się kalifem. Syn Alego, Hasan, zrzekł się swoich praw do kalifatu.

## Kalifat Umajjadów
Ekspansja czasów Mahometa, 622–632
     Ekspansja czasów kalifów prawowiernych, 632–661
     Ekspansja czasów Umajjadów, 661–750

Kalifat, 622–750
Ekspansja czasów Mahometa, 622–632
Ekspansja czasów kalifów prawowiernych, 632–661
Ekspansja czasów Umajjadów, 661–750

Panowanie Mu'awiji było dla muzułmanów okresem wewnętrznego pokoju i pomyślności. Jednocześnie starał się on nadal rozszerzać granice islamu. W tym zakresie najważniejszym jego przedsięwzięciem była próba zdobycia Konstantynopola, która jednak zakończyła się niepowodzeniem. Po śmierci Mu'awiji w roku 680 z roszczeniami do kalifatu wystąpił młodszy syn Alego, Husajn, który twierdził, że teraz władza powinna powrócić do mających do niej słuszne prawa Alidów. Armia syna Mu'awiji, Jazida (680 - 683), pokonała i zabiła Husajna w bitwie pod Karbalą. Tym samym jednak Husajn zyskał status męczennika i zwolennicy Alidów, tj. szyici, wystąpili zbrojnie przeciwko Umajjadom chcąc pomścić jego śmierć. Zostali oni szybko pokonani, jednak inny przeciwnik Umajjadów, Abd Allah Ibn az-Zubajr, uciekł do Mekki, zaś Jazid nie zdołał zmusić go do uznania swojej władzy przed swoją śmiercią w roku 683. Syn Jazida, Mu’awija II (683–684), uzyskał ograniczone uznanie i żył krótko. Kryzys dynastyczny w jaki popadli Umajjadzi został przezwyciężony dopiero wraz z dojściem do władzy Abd al-Malika (685 - 705), który wywodził się nie od Abu Sufjana, ale Marwana ibn al-Hakama (684 - 685). W ten sposób władza w ramach Umajjadów przeszła definitywnie z rąk Sufjanidów do Marwanidów, z których wywodzili się wszyscy następni kalifowie.
Abd al-Malik początkowo panował tylko w Syrii i Egipcie, bowiem większość Arabów uznawała władzę rządzącego z Mekki Abd Allaha Ibn az-Zubajra, obwołanego kalifem po śmierci Jazida. Pokonanie go zajęło mu siedem lat - dopiero w roku 692 słynny dowódca Abd al-Malika, Hadżdżadż Ibn Jusuf, zdobył Mekkę i zabił Ibn az-Zubajra. Jednak nie był to koniec walk wewnątrz imperium. Mianowany namiestnikiem Iraku Hadżdżadż musiał w następnych latach walczyć z charydżyckimi azrakitami, a potem w roku 701 z plemienną rewoltą pod wodza Ibn al-Aszata. Ta ostatnia była związana z narastającym konfliktem pomiędzy ugrupowaniem plemion południowoarabskich, Jemenitów, i plemion północnoarabskich, Kajsytów, datującym się co najmniej od czasu krwawej bitwy na równinie Mardż Rahit z 684 r., w której to plemiona te stanęły po przeciwnych stronach wojny domowej. Rywalizacja pomiędzy Jemenitami a Kajsytami, wobec której Umajjadom trudno było pozostać neutralnym, miała odtąd już stale podcinać siły kalifatu, zagrażając jedności Arabów.

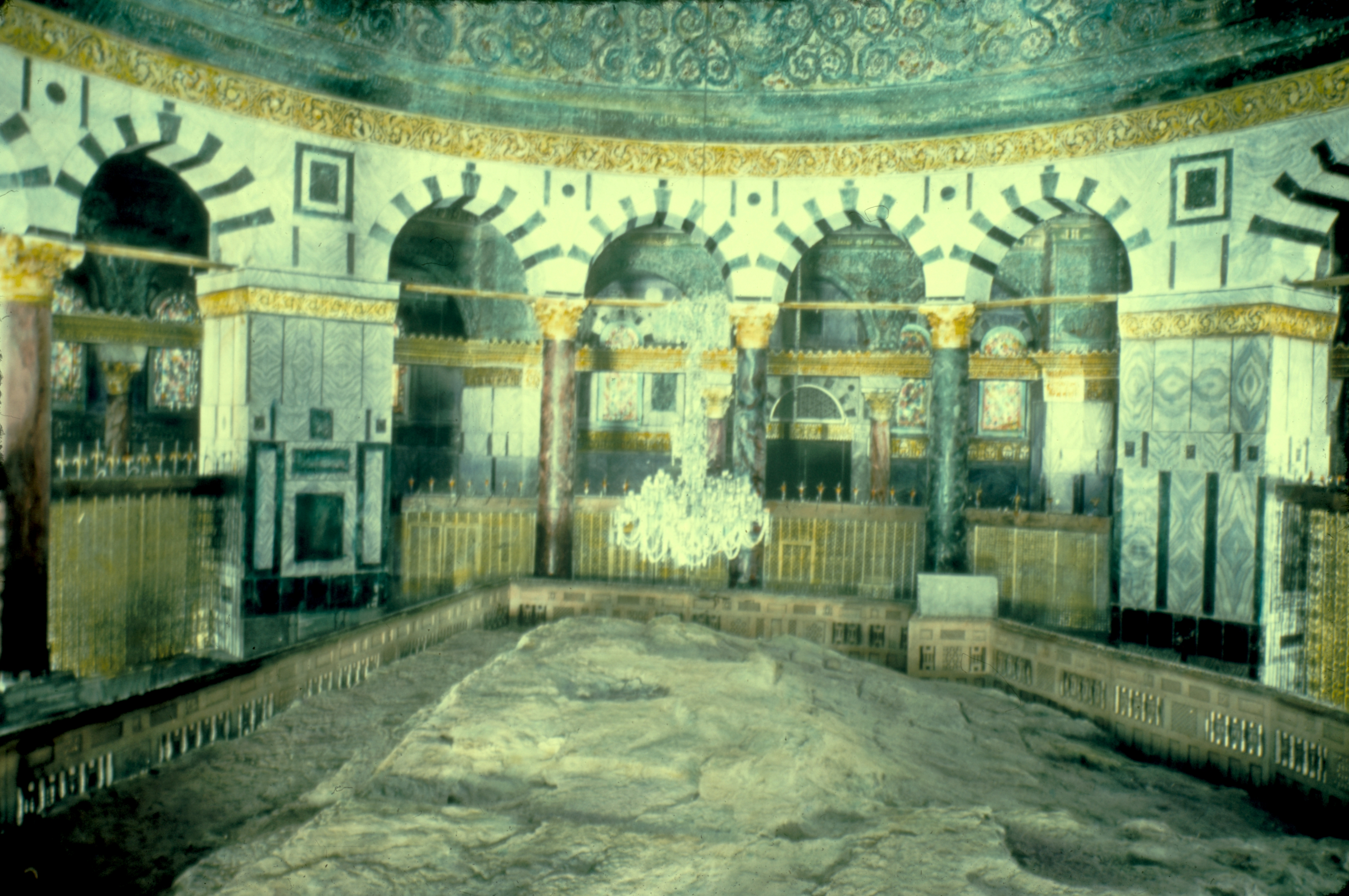
Wnętrze Kopuły na Skale zbudowanej za panowania Abd al-Malika (685-705)

Panowanie Abd al-Malika było okresem wielkich reform wewnętrznych. Wprowadził on do administracji język arabski oraz zastąpił dotychczas używane monety bizantyńskie i sasanidzkie monetami arabskimi. Przeprowadzono także profesjonalizację armii, która odtąd miała się składać z wojowników z Syrii, którym regularnie wypłacano żołd. Ta ostatnia reforma w krótkim okresie wzmocniła pozycję Umajjadów, którzy zyskali oparcie w stabilnej i lojalnej w stosunku do nich sile wojskowej. Jednocześnie jednak wzmocniła resentyment innych Arabów w stosunku do uprzywilejowanych Syryjczyków, co w dłuższym czasie okazało się zgubne dla dynastii. Niemniej wzmocniony reformami Abd al-Malika kalifat Umajjadów osiągnął szczyt potęgi za panowania jego syna, Al-Walida (705 - 715). Działający pod nadzorem nadal rządzącego w Iraku Hadżdżadża namiestnicy wschodnich prowincji imperium, Kutajba Ibn Muslim i Muhammad Ibn al-Kasim podbili odpowiednio Mawarannahr i Sindh. Jednocześnie na zachodzie Musa Ibn Nusajr dokończył rozpoczęty wcześniej przez Ukbę Ibn Nafiego i Hassana Ibn an-Numana podbój Maghrebu, by następnie z pomocą swojego podwładnego Tarika Ibn Zijada zająć Półwysep Iberyjski. W ten sposób państwo Umajjadów osiągnęło swój maksymalny zasięg terytorialny.

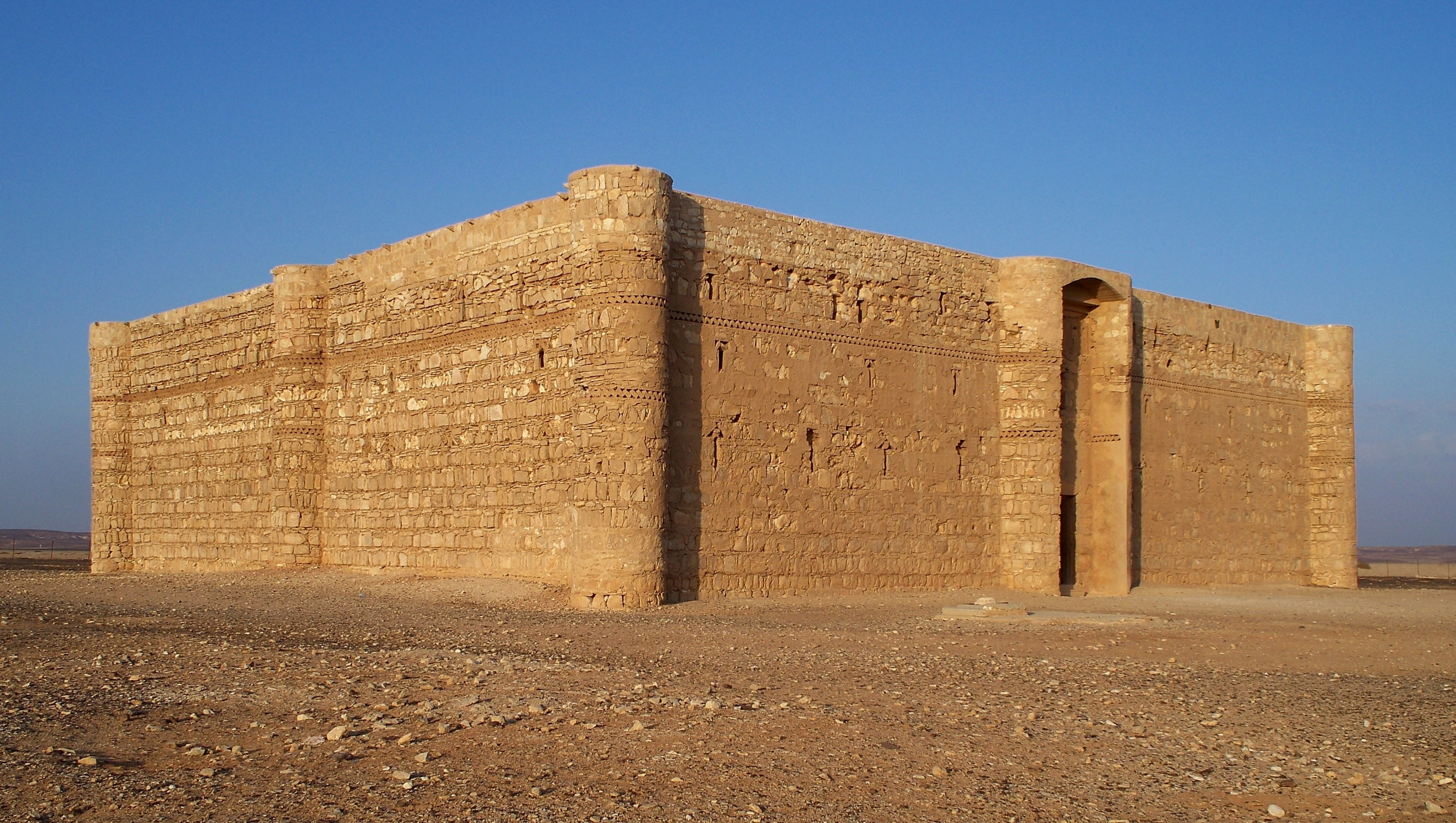
Umajjadzki zamek Kasr al-Charana

Sulajman Ibn Abd al-Malik (715 - 717) doprowadził do kolejnego oblężenia Konstantynopola, który jednak ponownie się obronił. Za panowania Umara ibn Abd al-Aziza (717 - 720) na czoło wysunęła się kwestia nie-arabskich mawali, którzy mimo nawrócenia na islam pozostawali obywatelami drugiej kategorii. Umar nakazał rozciągnąć na nich przywileje podatkowe dotyczące arabskich muzułmanów, co jednak okazało się rujnujące dla skarbu i zostało odwołane przez jego następców. Panowanie Hiszama ibn Abd al-Malika (724 - 743) było ostatnim okresem pomyślności Umajjadów, chociaż widać już było pierwsze rysy na gmachu imperium. Arabowie utracili niemal cały Mawarannahr w wyniku ofensywy tureckich Türgeszów, którzy w roku 724 zadali im druzgocącą klęskę w tzw. „dniu pragnienia”. Ostatecznie jednak, dzięki mądrej polityce takich namiestników jak Asad Ibn Abd Allah al-Kasri oraz Nasr Ibn Sajjar udało im się odbudować swoje panowanie w regionie. Na zachodzie poniesiono klęskę z rąk Franków w bitwie pod Poitiers (732), co gorsza jednak w Maghrebie w roku 740 wybuchło wielkie powstanie Berberów, tak że Umajjadom udało się utrzymać swoją władzę jedynie w Ifrikiji i zostali oni odcięci od Al-Andalus. Na froncie bizantyńskim po klęsce pod Akroinon siły kalifatu musiały przejść do defensywy.
Hiszam był ostatnim synem Abd al-Malika i po jego śmierci Umajjadzi pogrążyli się w walkach sukcesyjnych. Faworyzującego Kajsytów Al-Walida Ibn Jazida (743 - 744) pokonał sprzymierzony z Jemenitami Jazid Ibn al-Walid (744), który jednak wkrótce zmarł i został zastąpiony przez swojego brata Ibrahima (744). Ten jednak z kolei został pokonany przez opierającego się na Kajsytach Marwana (744 - 750). Podczas tych walk w łonie dynastii ujawniły się wszystkie siły opozycyjne wobec Umajjadów - szyici, charydżyci, niezadowoleni z dominacji Arabów mawali, wrodzy Syryjczykom pozostali Arabowie oraz instrumentalnie traktowani Jemenici i Kajsyci. Marwanowi udało się pokonać swojego umajjadzkiego rywala Sulajmana Ibn Hiszama, szyitów Abd Allaha Ibn Mu'awiji oraz charydżyckich sufrytów Dahhaka Ibn Kajsa. Najgroźniejszym przeciwnikiem okazał się jednak ruch haszimijja, który popierał roszczenia do władzy Haszymitów, przez których rozumiano Alidów albo Abbasydów. Haszymici działający pod przywództwem Abu Muslima obalili władzę Umajjadów w Chorasanie i stamtąd wyruszyli na Irak, gdzie w roku 749 w Al-Kufie ogłosili kalifem członka rodu Abbasydów Abu al-Abbasa as-Saffaha (749 - 754). W roku 750 wyczerpana poprzednimi walkami armia Marwana została pokonana w decydującej bitwie nad Wielkim Zabem, a sam Marwan zginął w wyniku pościgu, co oznaczało koniec panowania Umajjadów na Bliskim Wschodzie.

## Umajjadzi hiszpańscy

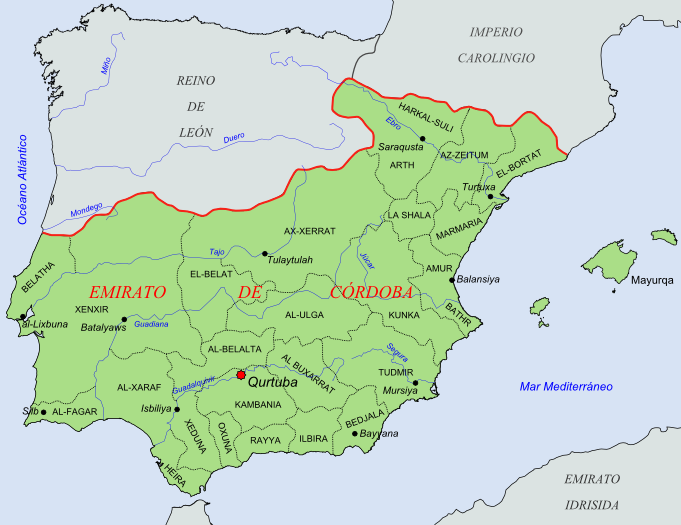
Państwo Umajjadów w roku 929, gdy Abd ar-Rahman III (912 - 962) ogłosił się kalifem

Większość członków rodu Umajjadów została wymordowana przez Abbasydów. Jednym z nielicznych ocalałych był Abd ar-Rahman I (756 - 788), wnuk kalifa Hiszama, któremu w roku 755 udało się dotrzeć na Półwysep Iberyjski. Abd ar-Rahmanowi udało się pokonać faktycznie niezależnego namiestnika al-Andalus, Jusufa Ibn Abd ar-Rahmana al-Fihriego, dzięki poparciu syryjskich wojowników, którzy przybyli na półwysep kilkanaście lat wcześniej. Mimo to faktyczne zbudowanie stabilnej władzy w regionie miało kosztować Umajjadów wiele wysiłku i „od wstąpienia na tron Abd ar-Rahmana I do śmierci jego wnuka Al-Hakama I (796 - 822) w roku 822 historia al-Andalus sprowadza się do recitalu bezustannie następujących po sobie rewolt i powstań, które kulminują w sławnym dniu Przedmieść Kordoby”. Ta ostatnia rebelia mieszkańców Kordoby przeciwko Al-Hakamowi, do której doszło w roku 818, była szczególnie niebezpieczna dla Umajjadów, grożąc utratą ich stolicy, stanowiącej dla nich stały punkt oparcia w rozdzieranej lokalnymi partykularyzmami Andaluzji. Po stłumieniu buntu Al-Hakam kazał spalić przedmieścia miasta i wygnać ich mieszkańców.
Panowanie Abd ar-Rahmana II (822 - 852) było początkiem pierwszego „złotego wieku” al-Andalus. Emirowi udało się spacyfikować wszystkie terytoria muzułmańskie na Półwyspie Iberyjskim, chociaż nadal czasami zdarzały się rewolty. Spośród nich najgroźniejsza była ta przedsięwzięta przez Banu Kasi, ród panujący w dolinie górnego Ebro, który jednak ostatecznie przynajmniej formalnie uznał władzę Umajjadów. To w tym okresie ostatecznie ukształtowała się miejscowa muzułmańska kultura i zaznaczyła się jej wyraźna przewaga nad lokalnym chrześcijaństwem. Tacy uczeni jak słynny Jahja Ibn Jahja al-Lajsi (zm. 848) byli odpowiedzialni za wprowadzenie do Andaluzji malikizmu i odtąd „dewiacje od dominującej doktryny malikickiej były traktowane podejrzliwie, jeśli nie zagrożone oskarżeniami o herezję (zandaka)”. Takie zjawiska jak poświadczone przez archeologię chowanie coraz większej liczby zmarłych podług obrządku muzułmańskiego czy zamiana lokalnych kościołów na meczety świadczą o rozprzestrzenianiu się islamu wśród wszystkich warstw ludności. Nawet ci, którzy pozostali przy chrześcijaństwie, często nie byli w stanie oprzeć się wpływowi dominującej arabskiej kultury i tracili umiejętność posługiwania się łaciną. Tak doszło do powstania grupy Mozarabów, chrześcijan, dla których językiem ojczystym był arabski. To w tej atmosferze zagrożenia samego bytu chrześcijaństwa część wiernych kościoła działających pod przywództwem Eulogiusza z Kordoby (zm. 858) zdecydowała się na desperacki krok sprowokowania własnego męczeństwa. „Dobrowolni męczennicy stawali przed sędzią Kordoby miotając bluźnierstwa i lżąc Proroka lub islam z pełną świadomością, że nie pozostawia to urzędnikowi żadnego innego wyboru oprócz skazania ich zgodnie z prawem na śmierć”. W rezultacie niemal pięćdziesięciu chrześcijan zostało straconych w Kordobie w latach 850 do 859, dopóki śmierć Eulogiusza nie położyła kresu temu ruchowi. Mimo klęski, zaowocował on jednak powstaniem obfitej apologetycznej i polemicznej literatury chrześcijańskiej, do której twórców należał kronikarz tych wydarzeń, Paul Alvarus.

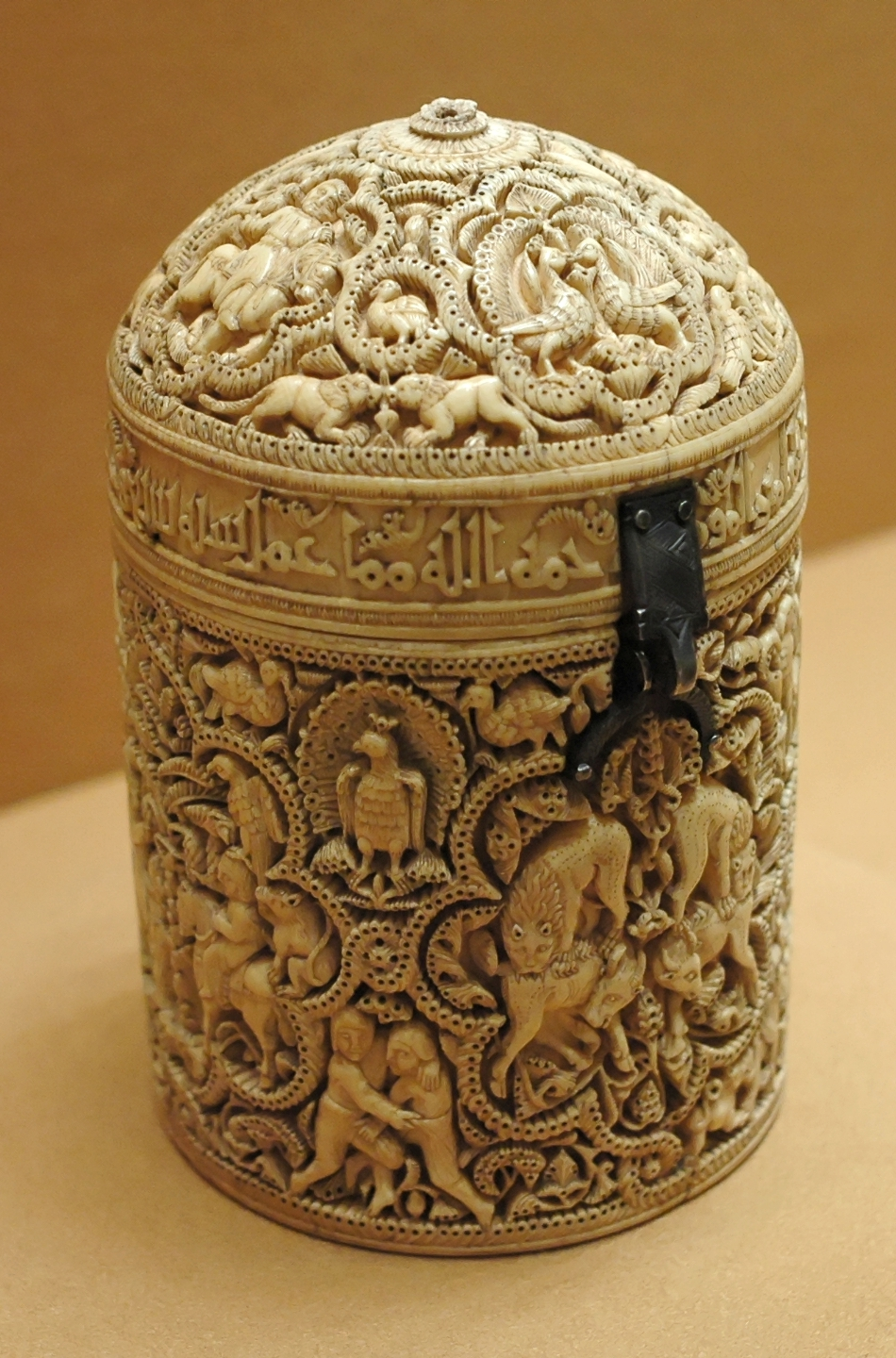
Puszka z kości słoniowej z 968 roku należąca do umajjadzkiego księcia Al-Mughiry. Luwr

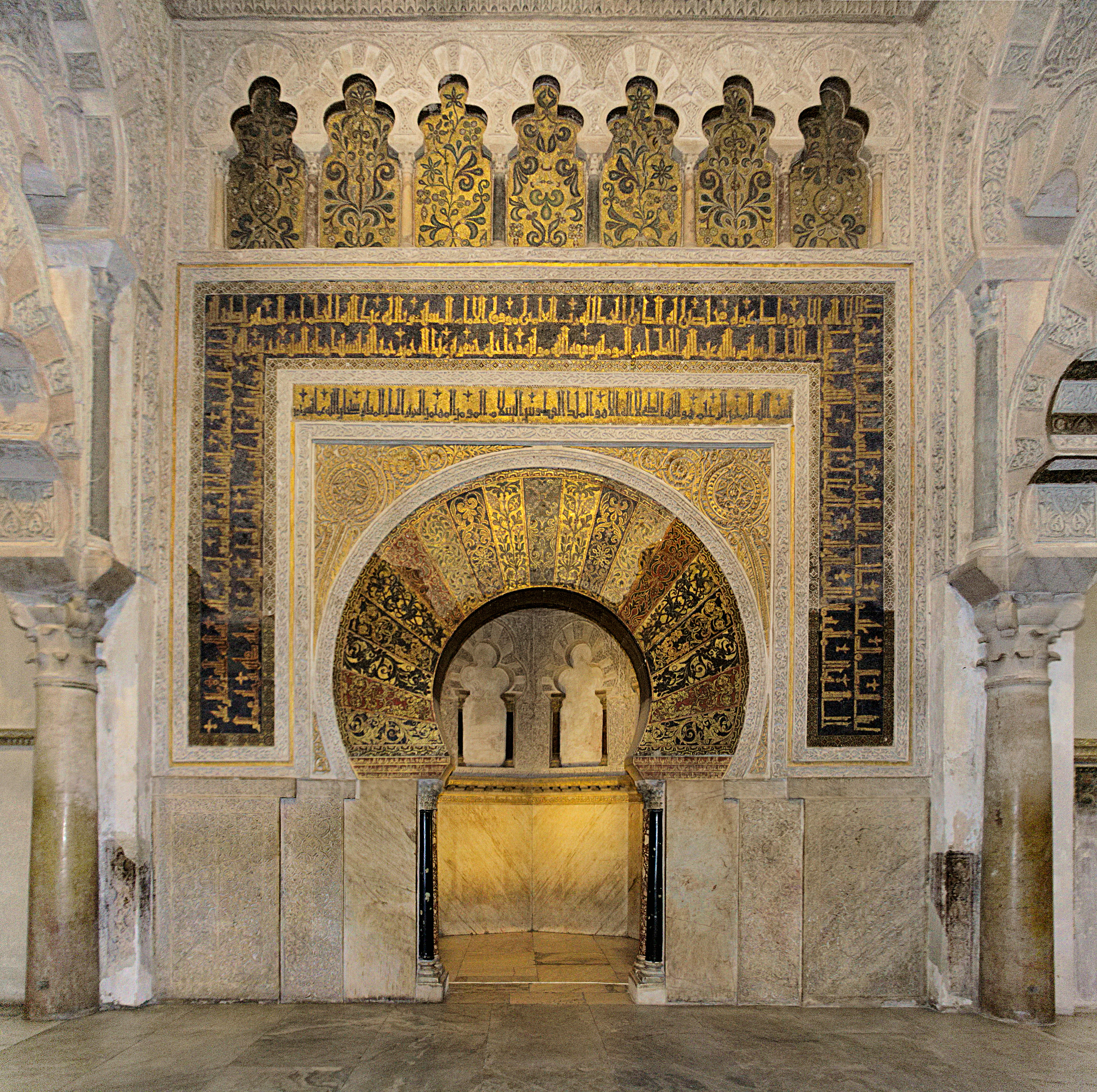
Mihrab Wielkiego Meczetu w Kordobie

W trakcie panowania Muhammada I (852 - 886) lokalni posiadacze ziemscy zerwali swoje więzi z Umajjadami, zbudowali fortece (husun) i przestali odprowadzać podatki do Kordoby. Pod koniec jego rządów wybuchło kilka otwartych buntów, wydawało się jednak że zasadniczo Umajjadzi nadal panują nad sytuacją, aż do nagłej śmierci w roku 888 Al-Munzira (886 - 888). Za panowania Abd Allaha (888 - 912) „bicie monety praktycznie ustało, a władza Umajjadów była ledwo uznawana poza granicami ich stolicy”. Wielu spośród antyumajjadzkich rebeliantów, na czele ze słynnym władcą Bobastro Umarem Ibn Hafsunem, należało do muwallad, to jest potomków rodzimych elit, które po podboju przyjęły islam. W zmieniających się warunkach tracili oni gwarantowane przez pierwotne układy z muzułmanami prawa, przeciwko czemu gwałtownie się buntowali. W roku 891 Ibn Hafsun zaatakował samą Kordobę, został jednak odparty. Proces odzyskiwania przez Umajjadów panowania nad Andaluzją rozpoczął się wraz ze wstąpieniem na tron Abd ar-Rahmana III (912 - 962). Zdobył on wiele terytoriów rebeliantów, posługując się w takim samym stopniu siłą, jak i dyplomacją, oraz wydał bezpardonową wojnę Ibn Hafsunowi. Ten ostatni zmarł w roku 918, zaś dziesięć lat później Umajjadzi zdobyli Bobastro z rąk jego syna, kładąc ostatecznie kres ponad czterdziestoletniej rewolcie. Jeszcze w tym samym roku wojska Abd ar-Rahmana zdobyły Méridę, w roku 930 Badajoz, w 932 Toledo, a w 937 Saragossę. Tym samym cała Andaluzja została ponownie zjednoczona pod panowaniem Umajjadów.
W rok po zdobyciu Bobastro, w roku 929, Abd ar-Rahman ogłosił się kalifem, co było odpowiedzią na wcześniejsze ogłoszenie kalifatu w Maghrebie przez Fatymidów. Po opanowaniu sytuacji w Andaluzji Abd ar-Rahman postrzegał Fatymidów jako największe zagrożenie dla swojej władzy, nie tylko ze względu na ich potęgę, ale także ich ismailicką ideologię. Z uwagi na powyższe w roku 933 wojska Umajjadów zajęły Ceutę, co było początkiem umajjadzkiej interwencji w Maghrebie. Ani Abd ar-Rahaman, ani jego następcy, nie dążyli do trwałego rozszerzenia posiadłości dynastii po drugiej stronie cieśniny. Walka z Fatymidami polegała raczej na ustanowieniu protektoratu nad wrogimi im Berberskimi plemionami w celu ustanowienia strefy buforowej pomiędzy posiadłościami obu kalifatów. Koszta wojny z Fatymidami, która miała trwać aż do upadku dynastii, były znaczne, jednak przynajmniej za panowania Abd ar-Rahmana wydawało się, że Andaluzja posiada wystarczające zasoby do jej prowadzenia. Był to okres szczytowej pomyślności ekonomicznej regionu, czego świadectwem było bicie przez Abd ar-Rahmana, po raz pierwszy od dwóch stuleci, złotych dinarów.
Konsekwencje przedłużającego się konfliktu w Maghrebie zaczęły się ujawniać za rządów Al-Hakama II (961 - 976). Z jednej strony jego panowanie „było bez wątpienia okresem największego splendoru we wszystkich aspektach historii Andaluzji”. Zaczął on jednak masowo wcielać do swojej armii całe klany Berberów, którzy odczuwali większą lojalność w stosunku do swoich ziomków, niż do kalifa. Także w administracji Al-Hakam zerwał z polityką zatrudniania miejscowych mawali (nawróconych na islam), zastępując ich niewolnikami z północnej Europy (sakaliba). Ta polityka prowadziła do alienacji kalifa od jego arabskich poddanych, a jej konsekwencje stały się widoczne już po śmierci Al-Hakama, gdy formalnie władzę objął jego jedenastoletni syn Hiszam II (976 - 1008), zaś faktyczną władzę stopniowo przejął hadżib Muhammad ibn Abi Amir, bardziej znany pod swoim tytułem Al-Mansur. Charakterystyczną cechą rządów Al-Mansura były ciągłe kampanie przeciwko chrześcijańskim królestwom północy, stojące w kontraście do raczej zachowawczej polityki Umajjadów w tej kwestii. Ich celem nie były jednak terytorialne zdobycze, lecz osłabienie przeciwnika oraz zdobycie łupów i niewolników. Te wojny były możliwe jedynie dzięki coraz większemu zaciągowi Berberów, którzy teraz stanowili już większość umajjadzkiej armii.
Po śmierci Al-Mansura w roku 1002 urząd hadżiba objął jego syn Abd al-Malik al-Muzaffar. Kiedy w roku 1008 zmarł Al-Muzaffar urząd przeszedł z kolei w ręce jego młodszego brata, Abd ar-Rahmana, znanego powszechnie jako Sanchuelo. Sanchuelo zażądał od kalifa wyznaczenia siebie na swojego następcę i w połączeniu z jego wcześniejszym despotycznym postępowaniem doprowadziło to do buntu mieszkańców Kordoby i jego zamordowania w roku 1009. Przez następne ponad dwadzieścia lat różne frakcje mieszkańców Kordoby wprowadzały i obalały kolejnych kalifów z rodu Umajjadów, starając się przede wszystkim zmniejszyć wpływy znienawidzonych Berberów. Pomimo to najważniejszym wydarzeniem tych lat anarchii było krwawe splądrowanie stolicy Umajjadów przez Berberów w maju 1013 roku. Ostatecznie mieszkańcy Kordoby zdecydowali że kalifat jest nie do utrzymania i w roku 1031 obalili ostatniego Umajjadę, wyganiając jego rodzinę z miasta. Andaluzja rozpadła się na szereg mniejszych państw, nazywanych ta'ifa.